# Velledopsis kenyensis
Velledopsis kenyensis är en skalbaggsart som beskrevs av Stefan von Breuning 1936. Velledopsis kenyensis ingår i släktet Velledopsis och familjen långhorningar.
Artens utbredningsområde är Kenya. Inga underarter finns listade i Catalogue of Life.